# Фермаунт (Џорџија)
Фермаунт (енгл. Fairmount) град је у америчкој савезној држави Џорџија. По попису становништва из 2010. у њему је живело 720 становника.

## Демографија
Према попису становништва из 2010. у граду је живело 720 становника, што је 25 (3,4%) становника мање него 2000. године.
| Група             | 2000.       | 2010.       |
| Белци             | 707 (94,9%) | 676 (93,9%) |
| Афроамериканци    | 24 (3,2%)   | 28 (3,9%)   |
| Азијати           | 0 (0,0%)    | 4 (0,6%)    |
| Хиспаноамериканци | 9 (1,2%)    | 5 (0,7%)    |
| Укупно            | 745         | 720         |